# 암브로시우스
암브로시우스(라틴어: Sanctus Ambrosius, 340년?~397년 4월 4일) 또는 성 암브로스(Ambrose)는 4세기에 활동한 서방 교회의 4대 교부 중 한 사람으로서 법률가이자 밀라노의 주교이다. 아리우스파에 맞서 정통 기독교의 전례와 성직에 대한 개혁을 이룩한 사람으로 잘 알려져 있다. 기독교의 성인이며 교회박사 가운데 한 사람이다. 로마 가톨릭에서의 축일은 12월 7일이며, 성공회에서의 축일은 4월 4일이다. 암브로시우스는 그리스어에서 유래한 이름으로 ‘불멸’을 뜻한다. 미술작품에서 그는 흔히 목장을 든 주교의 모습으로 표현되는데, 때때로 승마용 채찍을 휘두르면서 말을 타고 있거나 꿀벌을 거느리고 있기도 한다.

## 행적

Divi Ambrosii Episcopi Mediolanensis Omnia Opera, 1527

### 학문수학
암브로시우스는 337년 혹은 340년에 오늘날의 독일 트리어에서 태어났으며 그의 아버지는 갈리아 지방의 로마 제국 귀족 출신 장관이었다. 그가 태어날 때 꿀벌들이 날아와 그의 입술을 지식의 단물로 축였다고 전해 내려온다. 이러한 은총을 받은 암브로시우스는 후세에 뛰어난 설교자로 추앙받게 된다. 아직 어린 나이에 아버지가 사망하자 암브로시우스는 로마에서 아버지의 친구인 로마 황제의 근위대장이며 재판소장으로서 독실한 기독교인이었던 안치오 프로부스의 도움을 받으며 법률과 수사학 등 여러 분야의 학문을 골고루 공부하여 뛰어난 법률가로 성장하였다.

### 아리우스주의와 보편교회간의 대립
처음에 그는 프로부스의 보좌관으로, 370년에 32살 때에는 로마 황제 발렌티니아누스 1세에 의해 에밀리아와 리구리아 지역의 집정관이 되어 로마 제국 서부 지역의 행정적인 중심지인 밀라노에 주재했다. 당시 밀라노에는 새로운 주교의 임명을 두고 아리우스파와 보편교회사이에 심각한 의견 대립이 있었다. 기독교에서는 성자는 성부의 피조물이라고 본 아리우스파를 325년 니케아 공의회 당시 성자는 피조물이 아니며, 사람이 되신 하느님이라는 내용의 니케아신조를 발표함으로써 이단으로 선언했으나, 아리우스주의자들은 여전히 상당한 영향력을 유지하고 있었다. 주교직에 대한 경합은 매우 격렬했으며 암브로시우스가 중재를 맡게 되었다. 그는 양쪽 진영 모두에서 존경을 받았으며 마침내 그가 주교에 임명되었다.

### 주교서품
암브로시우스 주교는 374년 11월 30일에 세례를 받았으며 그로부터 일주일 후에 주교로 임명되었다. 그는 신학적, 도덕적 부흥에 매진했으며 아리우스파의 이단 사상에 반대했다. 주교가 된 암브로시우스는 가정교사인 심플리치아누스 밑에서 종교학을 공부하고, 엄격한 생활을 하기 시작하였다. 그는 오래지 않아 당대의 유명한 설교자가 되었고, 세계성공회공동체의 큰 어른이었던 윌리엄 템플 캔터베리 대주교에 따르면 "나눔은 자선이 아니라 정의의 실천"이라는 신념에 따라 가난한 사람들을 섬기고 부유층들이 탐욕에서 벗어나 사회공동체에서 이웃과 소유를 나누는 사회선교에도 열심이었다. 곧 서방 교회에서 가장 막강한 영향력을 가진 성직자가 되기에 이르렀다. 민중들은 남녀노소와 빈부귀천을 막론하고 모두들 매일같이 그의 설교를 들으려고 찾아왔다. 그럴 때마다 그는 그들에게 겸손한 태도로 대하며 열심히 '하느님의 말씀'을 전하였다. 특히 당시 문제아였던 아우구스티누스(어거스틴)를 회개시켜 훗날 위대한 성인이 될 수 있게끔 해주었다. 성 아우구스티누스의 《고백록》(예찬사)에 따르면, 아우구스티누스는 밀라노에서 암브로시우스 주교가 성서를 주석하는 설교를 듣고는 회심했으며, 그의 어머니 성 모니카도 "지나친 성인존중을 우려한 암브로시우스 주교의 가르침에 따라 성인들의 묘를 참배하지 않는 등" 암브로시우스 주교의 기독교사상을 존중했다.
암브로시우스는 그라티아누스 황제를 설득하여 서유럽에서 아리우스파를 축출하도록 법안을 제정하라고 하였으나, 법안을 제정하기도 전에 전투에서 그라티아누스가 마그누스 막시무스에 의해 피살당하는 사건이 일어나고 만다.
또한 그는 원로원에 승리의 여신, 정의의 여신 니케 상을 다시 세우려는 퀸투스 아우렐리우스 심마쿠스를 분쇄하는 데 성공하였으며, 385년에는 발렌티아누스 2세의 모후인 유스티나가 암브로시우스가 관리하던 2개의 대성당을 아리우스파에게 양도하기 위해 일단의 무리를 시켜 강제로 빼앗으려고 시도하자 암브로시우스는 신도들과 함께 황제의 군대에 대항하며 맞섰다. 그는 항상 황제권에 맞서 교회권을 지지했는데, 그 중에서도 특히 테오도시우스 1세와 맞선 이야기는 유명하다.

### 황제와의 대립
그러던 중 390년에 테살로니카 주민들이 반란을 일으켜 총독을 살해하고 황제 및 황후의 초상화를 흙탕물 속에 집어넣고 갖은 모욕을 가한 사건이 일어난다. 이에 격분한 테오도시우스 1세는 군대를 보내 그 지방에 사는 모든 사람을 인정사정 보지 않고 무차별적으로 학살해 버렸다. 이 소식을 들은 암브로시우스는 분개하며 즉시 서한을 황제에게 보내 테살로니카 학살에 대한 책임을 물어 공식적으로 참회할 것과 아울러 당분간 교회 출입을 금지할 것을 요청했다. 그러나 이러한 요청을 묵살한 황제는 부활절 날에 측근들을 대동하고 교회로 행차하였다. 그러자 암브로시우스는 교회 문을 가로막고 서서 황제가 교회에 못 들어오게 했다. 그의 단호한 태도에 테오도시우스 1세는 하는 수 없이 발길을 돌렸고, 성탄절 날에 다시 교회로 찾아왔다. 암브로시우스는 이번에도 입구에서 황제를 제지하며 그에게 테살로니카 학살에 대한 사죄를 요구하였다. 그러자 황제는 결국 그에게 굴복하여 자신의 잘못을 뉘우치고 자신의 죄를 용서받기 위해 성찬례에 참석하려고 하니 부디 들여보내달라고 간청하였다. 이에 암브로시우스는 가벼운 보속을 명하고 교회 출입을 허가하였다. 또한 한발 더 나아가 로마 제국 내에서의 우상 숭배를 완전히 철폐하였다. 암브로시우스 주교는 국가 폭력에 항의함으로써, 인권을 주장하고 행동하는 성직자였던 셈이다. 이 일이 있은 후 보편적인 교회의 권위가 황제의 권위보다 더 빛나게 되었다.

### 죽음
테오도시우스 1세가 394년에 죽은 지 2년 후 암브로시우스는 397년 4월 4일 성 토요일(부활절 하루전날을 의미한다.)에 세상을 떠났다. 그는 마지막으로 눈을 감기 전에 “내가 이 세상을 떠날 날이 어찌 이리 많이 남았단 말인가! 오, 주여! 어서 빨리 오소서! 지체하시지 마시고 저를 거절하지 마옵소서” 라는 말을 남겼다고 한다.

## 같이 보기
- 교부